# Гістеректомія
Гістеректомія (дав.-грец. ὑστέρα — матка + ἐκτομή — видалення, також ампутація, екстирпація) — гінекологічна хірургічна операція з видалення матки.

## Історія
Першу вагінальну гістеректомію з приводу випадіння матки виконав у 1861 році S. Cheopin. Martin з Німеччини в 1898 описав першу вагінальну гістеректомію з повною кольпектомією. У США G.M. Edebochls в 1901 році виконав першу гістерокольпектомію з видаленням придатків матки з приводу випадіння. У 1989 році виконано першу лапароскопічну гістеректомію Reich H.[уточнити переклад]

## Техніка
1. Після розтину черевної порожнини нижнім серединним розрізом матку захоплюють, виводять в рану і оглядають.
2. З обох сторін після накладання затискачів перев'язують і розсікають круглу зв'язку матки і власну зв'язку яєчника разом з трубою.
3. Підтягнувши матку назад, розсікають міхурово-маткову складку очеревнини і розріз доводять до круглої зв'язки на кожній стороні.
4. Сечовий міхур відокремлюють від шийки до рівня зовнішнього вічка шийки матки.
5. На судини матки накладають затискачі і перерізають їх.
6. Накладають затискачі Кохера на основу параметріїв; клітковину перев'язують біля ребра матки.
7. Матку відтягують.
8. Перев'язують і перерізають матково-крижові зв'язки; між ними надсікають задній листок очеревини.
9. Потім розтинають вагінальне склепіння у місці прикріплення його до шийки.
10. Через отвір у склепінні змащують вагіну розчином йоду.
11. Розріз збільшують і через нього захоплюють щипцями Мюзо передню чи задню губу шийки матки.
12. Відсікають шийку матки від склепінь і видаляють матку.
13. Культю вагіни зашивають.
14. Проводять перитонізацію.
15. Після огляду черевної порожнини стінку зашивають пошарово.
16. Проводять катетеризацію сечового міхура і додатково обробляють вагіну.